# Pompei Nights
Pompei Nights är ett svenskt hårdrocks/sleazeband från Stockholm. Medlemmar är sångaren Johan "Norrland" Edlund, gitarristen Olle Södergran, gitarristen Mathias "MP" Pettersson, trummisen Joakim "Bengan" Bengtsson och basisten Robert "Robban" Hammarström.
Pompei Nights bildades 2009. Bandets namn är inspirerat från filmen "The Rocker". Bandet har gett ut en skiva.

## Diskografi
Pompei Nights 2012
- Rise

- Pompei Nights - Rather die than livin' in boundaries, släppt 2011

1. Midnight Mistress
2. Shaded
3. I Want It
4. Out Of Bounds
5. Mistreated
6. She's Stuck
7. Leave It All Up
8. High On Adrenaline
9. The Scene Is Set
10. Painful Heartbeat

Pompei Nights medverkade som förband till Hammerfall under deras vår-turné 2012 samt spelade på Metallsvenskan i maj.
Bandet spelade på även Sweden Rock Festival 2012. 
Hösten 2012 medverkade Pompei Nights i tv-serien Rockstjärnor på TV4 Play.